# ميلتون راي
ميلتون راي هو قاضي ومحامي دومينيكاني، ولد في 5 مايو 1948 في سمانا في جمهورية الدومينيكان.